# Hvornum Kirke
Hvornum Kirke ligger i landsbyen Hvornum ca. 9 km sydvest for Hobro. Kirken hører til Århus Stift. Den blev bygget omkr. 1100.
Hvornum Kirke har gennemgået en grundig istandsættelse. Kunstneren Oda Knudsen deltog i arbejdet med alterbillede/udsmykning af prædikestol samt farvesætning af stoleværk. Indvielsen efter arbejdet fandt sted 1. søndag i advent 2007.